# Paul Reed Smith

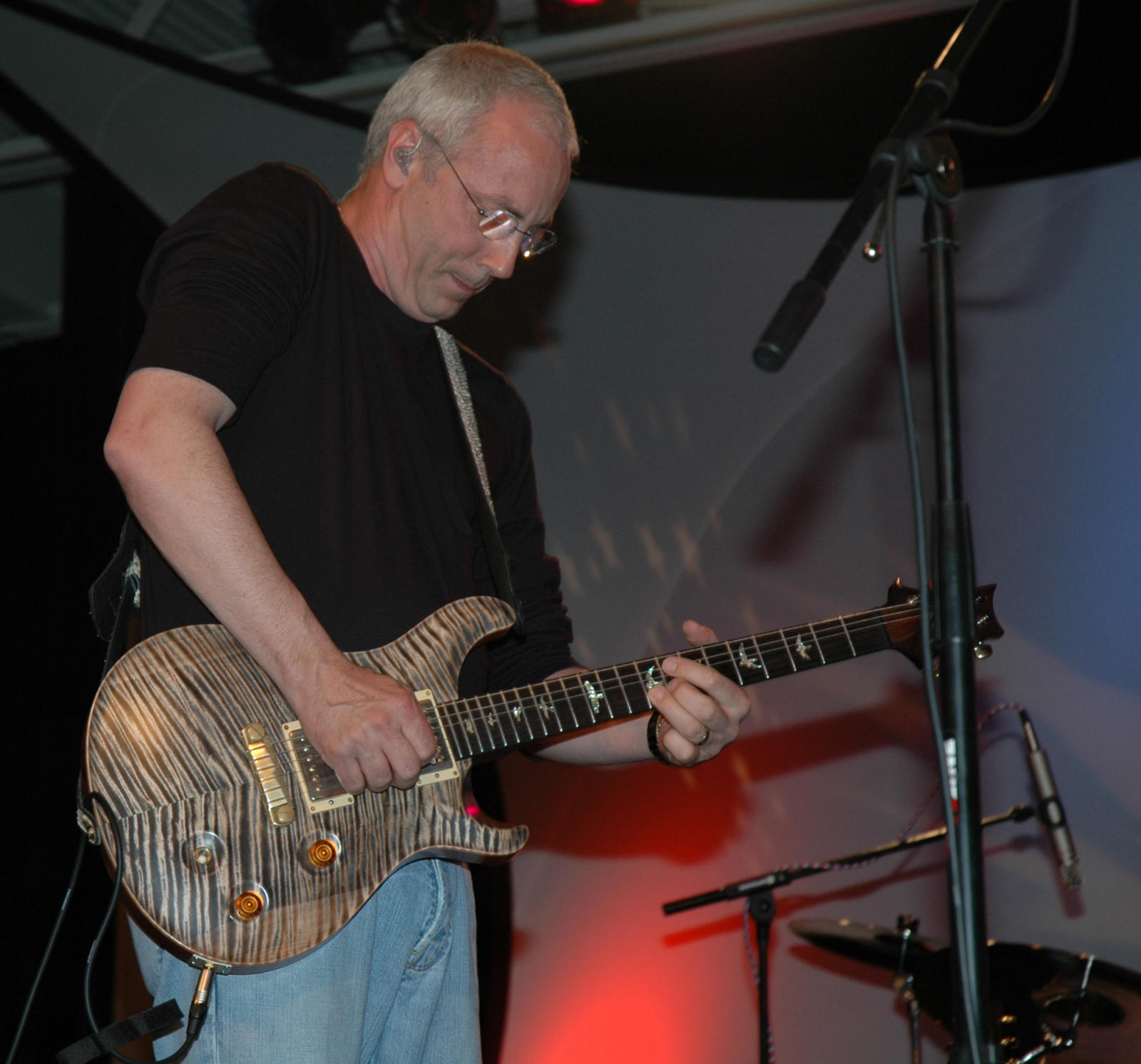
Paul Reed Smith mit PRS-E-Gitarre

Paul Reed Smith (* 18. Februar 1956 in Bowie, Maryland) ist ein US-amerikanischer Gitarrenbauer und Unternehmer. Er ist der Gründer und Inhaber der Firma PRS Guitars.
Smith konstruierte seine erste Gitarre während seiner Zeit am St. Mary’s College of Maryland. Nach Abschluss des Colleges baute er pro Monat ein Instrument. Zusammen mit John „Orkie“ Ingram schuf er die Grundlage für das, was später das Musikinstrumentenbau-Unternehmen PRS Guitars werden sollte.
Smith brachte seine Gitarren bei Konzerten in den Bereich hinter der Bühne (Backstage) und überredete Musiker, seine Gitarren zu testen und zu beurteilen. Auf dieser Grundlage verfeinerte er das Design seiner Instrumente. Den Durchbruch schaffte Paul Reed Smith im Jahr 1976, als der Gitarrist Carlos Santana eine von Smiths Gitarren ausprobierte. Angeblich bezeichnete Santana die Gitarre als „Unfall Gottes“, weil sie so gut aussah und sich gut spielen ließ. Daraufhin bestellte er zwei weitere Instrumente.
Smith nahm Kontakt zu Ted McCarty auf, der damals Präsident der Gibson Guitar Corporation war und der Ende der 1950er-Jahre die E-Gitarrenmodelle Flying V, Explorer und ES-335 entwickelt hatte. McCarty wurde Smiths Mentor.

## PRS Guitars

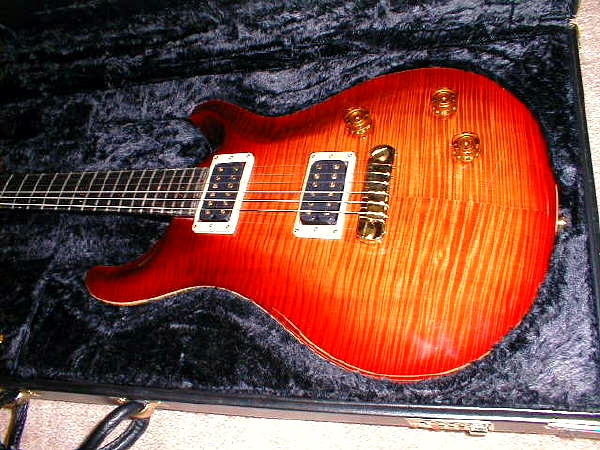
Typische PRS E-Gitarre mit gemaserter Ahorndecke (flamed maple top), Stop-Tailpiece-Steg und doppeltem Cutaway

Das Ergebnis der Zusammenarbeit Smiths mit McCarty ist das Sortiment von PRS Guitars, das sowohl Instrumente mit massivem Korpus (Solidbody) als auch solche mit teilweise hohlem Korpus (Semi-hollow) umfasst. Die Gestaltung der Gitarren ist geprägt durch den Einsatz exotischer Materialien wie verschiedener Steine, Hölzer und Muscheln als Einlage. Für den Korpus wird zum Beispiel südamerikanisches Mahagoni verwendet. Bei bestimmten Modellen wird eine Ahorn-Decke (engl. Maple top) verwendet, die je nach Qualität der Maserung als „10-Top“ bezeichnet wird, und die einen erheblichen Aufpreis bewirkt. Die Bezeichnung 10-Top wurde abgeleitet vom Film Zehn – Die Traumfrau mit Bo Derek, in der Derek die schönstmögliche Frau, also eine 10 darstellt.
Ein weiteres besonderes Merkmal ist bei einigen Gitarren der aus einem Werkstück gegossene metallene Steg (One-piece-stoptail), der zu 100 % oktavrein sein soll – zumindest, solange man nicht sehr stark abweichende Saitenstärken verwendet. Durch den Einsatz dieses Stoptails wird es ermöglicht, dass viel mehr Sustain (Klanglänge) erzeugt werden kann als mit einem Vibratosystem.
Gitarren von PRS Guitars werden von vielen bekannten Gitarristen gespielt, unter anderem von Carlos Santana, Al Di Meola, Dave Navarro, Brad Delson, Wes Borland, Mark Tremonti,  Chad Kroeger, Mikael Åkerfeldt, Orianthi, Chris Henderson (3 Doors Down), Fredrik Åkesson, Kazumi Watanabe und John Mayer.